# Ludwig Schütze
Ludwig Schütze (* 28. Oktober 1934 in Berlin; † 12. Juni 2012 in Zürich) war ein deutscher Schauspieler und Hörspielsprecher.

## Leben und Wirken
Ludwig Schütze erhielt seine Schauspielerausbildung in Berlin und München. Theaterengagements hatte er von 1962 bis 1964 an der Freien Volksbühne Berlin und in der Saison 1965/66 am Theater in der Galerie in Mannheim sowie am Zimmertheater Heidelberg. Weitere Stationen waren das Neue Theater Hannover in der Spielzeit 1966/67, das Theater Biel Solothurn von 1968 bis 1971, im Jahr 1971 die Deutschen Kammerspiele Buenos Aires und von 1971 bis 1973 die Städtischen Bühnen Augsburg. Regelmäßige Gastauftritte hatte  er auf verschiedenen Bühnen in Bern, Köln, Bonn, Düsseldorf, München und Stuttgart. Schütze gab unter anderen den Balthasar in Shakespeares Der Kaufmann von Venedig (1963, Regie: Erwin Piscator), den Werber in Bertolt Brechts Mutter Courage und ihre Kinder,  die Titelrollen in Goethes Egmont,  den  Adam Brant in O’Neills Trauer muss Elektra tragen (1974, Regie: Siegfried Meisner) und den Mönch in Osbornes Luther (1963, Regie: Peter Zadek).
Populär wurde Ludwig Schütze in Deutschland durch seine Auftritte ab Beginn der 1990er Jahre in Fernsehserien wie Der Alte, Derrick, Tatort oder Schlosshotel Orth. Er wirkte in Hörspielen mit und nahm zahlreiche Hörbücher auf.
Ludwig Schütze war seit 1973 mit der Schauspielerin Rosemarie Wolf verheiratet. Er ist der Vater der Schauspielerin Martina Schütze.

## Filmografie (Auswahl)
- 1963: Kapitän Sindbad
- 1967: Von Null Uhr Eins bis Mitternacht (Fernsehserie, 1 Folge)
- 1968: Detektiv Quarles (Fernsehserie, 2 Folgen)
- 1968–1991: Aktenzeichen XY … ungelöst (Fernsehserie, 4 Folgen)
- 1977: Rückfälle (Fernsehfilm)
- 1987: Lindenstraße (Fernsehserie, 2 Folgen)
- 1989–1991: Der Alte (Fernsehserie, 2 Folgen)
- 1989–1991: Derrick (Fernsehserie, 2 Folgen)
- 1992: Tatort: Tod eines Wachmanns (Fernsehreihe)
- 1993: Tatort: Alles Palermo (Fernsehreihe)
- 1994: Wildbach (Fernsehserie, 1 Folge)
- 1994: Tatort: Die Frau an der Straße (Fernsehreihe)
- 1996: Der Fahnder (Fernsehserie, 1 Folge)
- 1996: Olivia – Ein Kinderschicksal bewegt die Welt (Fernsehfilm)
- 1996: Schwurgericht (Fernsehreihe, 1 Folge)
- 1997: Geliebte Schwestern (Fernsehserie, 1 Folge)
- 1999: Club der starken Frauen – Die Rote Meile (Fernsehserie, 1 Folge)
- 2000: Anwalt Abel (Fernsehserie, 1 Folge)
- 2000: Zwei Brüder (Fernsehserie, 1 Folge)
- 2005: Schlosshotel Orth (Fernsehserie, 1 Folge)

## Hörspiele (Auswahl)
- 1963: Georg Zivier: Berlin und die Ullsteins – Regie: Jörg Jannings
- 1964: Hellmut Kotschenreuther: Berlin und Bote & Bock (2. Teil) – Regie: Ulrich Gerhardt
- 1964: John Mortimer: Das Konversationslexikon – Regie: Wolfgang Spier
- 1964: Hans Kasper: Die Flöte von Jericho – Regie: Wolfgang Spier
- 1966: Rusia Lampel: Hava, der Igel – Regie: Hans Quest
- 1970: Claude Ollier: Das Attentat – Regie: Amido Hoffmann
- 1976: Wolfgang Graetz: Traumtänzer – Regie: Jörg Jannings
- 1980: Hubert Wiedfeld: Kollrott oder Die Rückkehr ins Mondgebirge – Regie: Walter Adler
- 2003: Friedrich Bestenreiner: Ehrenwerte Gesellschaft – Regie: Buschi Luginbühl
- 2008: Peter Kamber und Buschi Luginbühl: Ich bin nur ein einfacher Meldekopf – Regie: Buschi Luginbühl
- 2009: Hedwig Courths-Mahler: Die Inselprinzessin – Regie: Buschi Luginbühl